# Bedri Greca
Bedri Greca (Tirana, 23 ottobre 1990) è un calciatore albanese, attaccante del Besa Kavajë.

## Carriera
Il 3 agosto 2021 si trasferisce a titolo definitivo alla squadra albanese del Kastrioti.

## Statistiche

### Presenze e reti nei club
Statistiche aggiornate al 2 aprile 2023.
| Stagione            | Squadra             | Campionato          | Campionato | Campionato | Coppe nazionali | Coppe nazionali | Coppe nazionali | Coppe continentali | Coppe continentali | Coppe continentali | Altre coppe | Altre coppe | Altre coppe | Totale | Totale |
| Stagione            | Squadra             | Comp                | Pres       | Reti       | Comp            | Pres            | Reti            | Comp               | Pres               | Reti               | Comp        | Pres        | Reti        | Pres   | Reti   |
| ------------------- | ------------------- | ------------------- | ---------- | ---------- | --------------- | --------------- | --------------- | ------------------ | ------------------ | ------------------ | ----------- | ----------- | ----------- | ------ | ------ |
| 2011-2012           | Skrapari            | KP                  | 20         | 1          | CA              | 0               | 0               |                    | -                  | -                  |             | -           | -           | 20     | 1      |
| 2012-2013           | Tërbuni Pukë        | KP                  | 27         | 4          | CA              | 1               | 0               |                    | -                  | -                  |             | -           | -           | 28     | 4      |
| 2013-2014           | Tërbuni Pukë        | KP                  | 25         | 3          | CA              | 0               | 0               |                    | -                  | -                  |             | -           | -           | 25     | 3      |
| 2014-2015           | Tërbuni Pukë        | KP                  | 24         | 15         | CA              | 3               | 2               |                    | -                  | -                  |             | -           | -           | 27     | 17     |
| Totale Tërbuni Pukë | Totale Tërbuni Pukë | Totale Tërbuni Pukë | 76         | 22         |                 | 4               | 2               |                    | -                  | -                  |             | -           | -           | 80     | 24     |
| 2015-2016           | Flamurtari Valona   | KS                  | 17         | 4          | CA              | 3               | 0               |                    | -                  | -                  |             | -           | -           | 20     | 4      |
| 2016-2017           | Kukësi              | KS                  | 17         | 1          | CA              | 2               | 1               | UEL                | 2                  | 0                  | SA          | 1           | 0           | 22     | 2      |
| 2017-2018           | Tirana              | KP                  | 24         | 14         | CA              | 6               | 1               |                    | -                  | -                  | SA          | 1           | 0           | 31     | 15     |
| 2018-2019           | Tirana              | KS                  | 31         | 4          | CA              | 8               | 0               |                    | -                  | -                  |             | -           | -           | 39     | 4      |
| Totale Tirana       | Totale Tirana       | Totale Tirana       | 55         | 18         |                 | 14              | 1               |                    | -                  | -                  |             | 1           | 0           | 70     | 19     |
| 2019-gen. 2020      | Gjilani             | SL                  | 14         | 3          | CK              | 0               | 0               |                    | -                  | -                  |             | -           | -           | 14     | 3      |
| gen.-giu. 2020      | Laçi                | KS                  | 18         | 1          | CA              | 2               | 1               |                    | -                  | -                  |             | -           | -           | 20     | 2      |
| 2020-gen. 2021      | Feronikeli          | SL                  | 10         | 3          | CK              | 0               | 0               |                    | -                  | -                  |             | -           | -           | 10     | 3      |
| 2021-2022           | Kastrioti           | KS                  | 31         | 6          | CA              | 4               | 1               |                    | -                  | -                  |             | -           | -           | 35     | 7      |
| 2022-2023           | Kastrioti           | KS                  | 26         | 3          | CA              | 3               | 0               |                    | -                  | -                  |             | -           | -           | 29     | 3      |
| Totale Kastrioti    | Totale Kastrioti    | Totale Kastrioti    | 57         | 9          |                 | 7               | 1               |                    | -                  | -                  |             | -           | -           | 64     | 10     |
| Totale carriera     | Totale carriera     | Totale carriera     | 284        | 62         |                 | 32              | 6               |                    | 2                  | 0                  |             | 2           | 0           | 320    | 68     |

## Palmarès

### Club

#### Competizioni nazionali
- Supercoppa d'Albania: 2

Kukësi: 2016
Tirana: 2017
- Campionato albanese: 1

Kukësi: 2016-2017
- Campionato albanese di seconda divisione: 2

Tirana: 2017-2018
Elbasani: 2023-2024